# Connie Britton

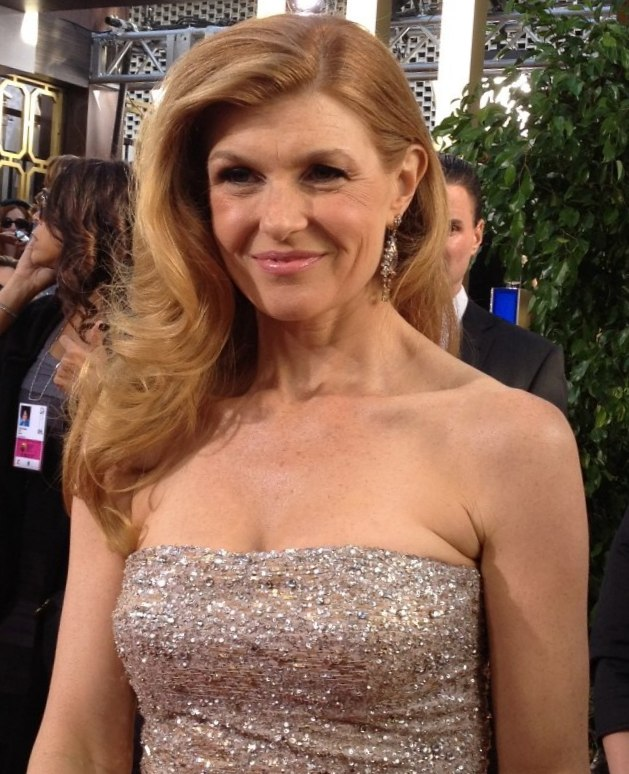
Connie Britton (2013)

Constance Elaine „Connie“ Britton (* 6. März 1967 als Constance Elaine Womack in Boston, Massachusetts) ist eine amerikanische Schauspielerin. Sie wurde durch ihre Rollen in den Fernsehserien Chaos City (1996–2000), Friday Night Lights (2006–2011) und Nashville (2012–2017) bekannt.

## Leben
Britton wurde 1967 in Boston als Tochter von Linda Jane Cochran und des Physikers Allen Womack geboren. Im Alter von sieben Jahren zog sie zusammen mit ihrer Familie nach Lynchburg in Virginia. Am Dartmouth College studierte sie Asienwissenschaften, danach zog sie nach New York City, wo sie zwei Jahre an der Schauspielschule Neighborhood Playhouse School of the Theatre bei Sanford Meisner studierte.
Während dieses Studiums gab Britton ihr Schauspieldebüt in New York bei Caroline Kavas The Early Girl. Nach dem Studium arbeitete sie zwei Jahre an Off-Broadway-Produktionen mit. Nach dem Erfolg von Kleine Sünden unter Brüdern (1995) zog sie nach Los Angeles. Von 1996 bis 2000 hatte sie eine Hauptrolle in der Fernsehserie Chaos City. Bei der 2006 erschienenen fünften Staffel der Serie 24 hatte sie eine Nebenrolle an der Seite von Kiefer Sutherland. Im selben Jahr erschien der Thriller The Last Winter, in dem sie in eine Hauptrolle spielte. Weiterhin war sie ab 2006 in einer Hauptrolle in der Serie Friday Night Lights zu sehen, nachdem sie zuvor im gleichnamigen Film auftrat. Für die Rolle der Tami Taylor in Friday Night Lights war sie 2010 für einen Emmy als beste Hauptdarstellerin in einem Drama nominiert.
Ab Oktober 2012 war sie in der ABC-Fernsehserie Nashville als Country-Sängerin Rayna Jaymes zu sehen, deren Erfolg im Laufe ihrer Karriere nachgelassen hat und die deshalb mit der aufstrebenden Country-Sängerin Juliette Barnes (Hayden Panettiere) auf Tour geht. Für diese Rolle wurde sie bei den Golden Globe Awards 2013 und den Emmy Awards 2013 in der Kategorie Beste Serien-Hauptdarstellerin – Drama nominiert.

## Filmografie (Auswahl)

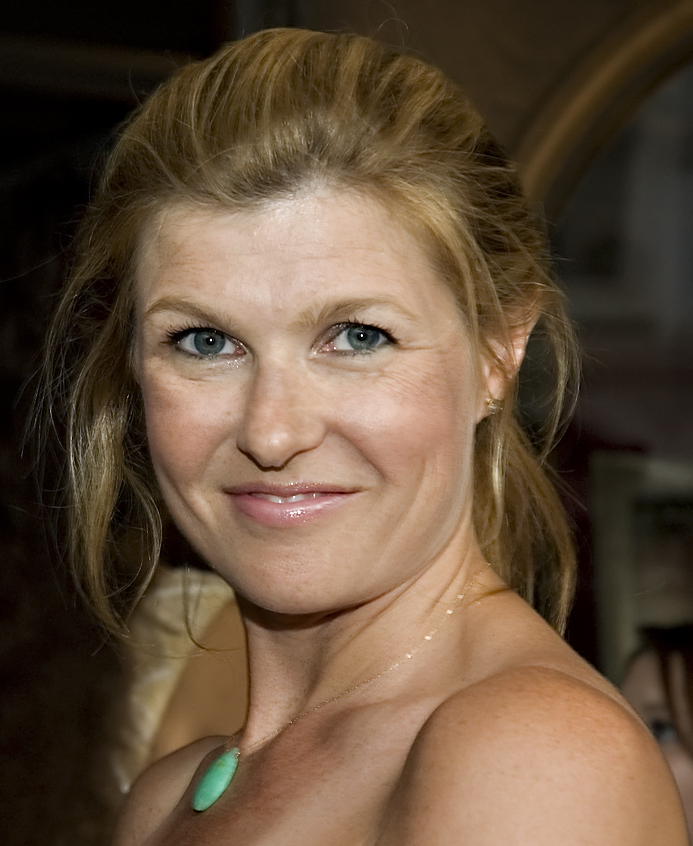
Connie Britton, 2007

### Filme
- 1995: Kleine Sünden unter Brüdern (The Brothers McMullen)
- 1998: Auch mehr ist nie genug (No Looking Back)
- 2001: One Eyed King (Hell’s Kitchen)
- 2001: The Next Big Thing
- 2004: Friday Night Lights – Touchdown am Freitag (Friday Night Lights)
- 2005: Special Ed
- 2006: The Last Winter
- 2006: The Lather Effect
- 2009: Women in Trouble
- 2010: A Nightmare on Elm Street
- 2011: Conception
- 2012: Auf der Suche nach einem Freund fürs Ende der Welt (Seeking a Friend for the End of the World)
- 2012: The Fitzgerald Family Christmas
- 2013: Die To-Do Liste (The To Do List)
- 2013: Angels Sing
- 2014: Sieben verdammt lange Tage (This Is Where I Leave You)
- 2015: Ich und Earl und das Mädchen (Me and Earl and the Dying Girl)
- 2015: American Ultra
- 2017: Beatriz at Dinner
- 2018: Land der Gewohnheit (The Land of Steady Habits)
- 2019: The Mustang
- 2019: Bombshell – Das Ende des Schweigens (Bombshell)
- 2020: Good Joe Bell
- 2020: Promising Young Woman
- 2022: 892
- 2022: Ich. Bin. So. Glücklich. (Luckiest Girl Alive)
- 2024: Winner
- 2025: Morgen kommt ein neuer Himmel (The Life List)

### Serien
- 1996–2000: Chaos City (Spin City, 100 Episoden)
- 2001: The West Wing – Im Zentrum der Macht (The West Wing, 4 Episoden)
- 2001: The Fighting Fitzgeralds (10 Episoden)
- 2006: 24 (6 Episoden)
- 2006–2011: Friday Night Lights (76 Episoden)
- 2011, 2018: American Horror Story (13 Episoden)
- 2012–2017: Nashville (96 Episoden)
- 2016: American Crime Story (2 Episoden)
- 2016: American Dad (Episode 13x8, Stimme)
- 2017: SMILF (4 Episoden)
- 2018, 2020: 9-1-1: Notruf L.A. (9-1-1, 12 Episoden)
- 2018–2019: Dirty John (8 Episoden)
- 2021: The White Lotus (6 Episoden)
- 2023: Der Morgen davor und das Leben danach (Dear Edward)
- 2025: Zero Day (Miniserie)

## Auszeichnungen und Nominierungen
Primetime Emmy Award
- 2010: Nominierung als „Beste Hauptdarstellerin in einer Dramaserie“ für Friday Night Lights
- 2011: Nominierung als „Beste Hauptdarstellerin in einer Dramaserie“ für Friday Night Lights
- 2012: Nominierung als „Beste Hauptdarstellerin in einer Miniserie oder einem Fernsehfilm“ für American Horror Story
- 2013: Nominierung als „Beste Hauptdarstellerin in einer Dramaserie“ für Nashville

Golden Globe Award
- 2013: Nominierung als Beste Serien-Hauptdarstellerin – Drama für Nashville
- 2019: Nominierung als Beste Hauptdarstellerin – Mini-Serie oder TV-Film für Dirty John